# Diego Contento
Diego Armando Valentin Contento (ur. 1 maja 1990) – niemiecki piłkarz pochodzenia włoskiego występujący na pozycji obrońcy.

## Życie osobiste
Rodzina Contento pochodzi z włoskiego Neapolu. Sam piłkarz otrzymał imię na cześć Diego Maradony, gwiazdora SSC Napoli. Jego starsi bracia, Vincenzo i Domenico, w przeszłości również występowali w zespołach młodzieżowych Bayernu.

## Kariera klubowa
W 2009 roku w przedsezonowym spotkaniu z Red Bullem Salzburg Contento po raz pierwszy wystąpił w pierwszym zespole Bayernu. Stało się podczas drugiej połowy tego meczu, gdy zmienił na boisku Edsona Braafheida. W sierpniu 2009 roku usiadł na ławce rezerwowych w ligowym starciu z 1. FSV Mainz 05. Niemiec został także powołany do drużyny, którą Bayern zgłosił do rozgrywek Ligi Mistrzów i otrzymał numer 26. W styczniu 2010 roku ogłoszono, że Contento oraz David Alaba i Mehmet Ekici (jego koledzy z drużyny rezerw) będą do końca sezonu trenować z pierwszą drużyną. 13 stycznia 2010 Contento podpisał swój pierwszy profesjonalny kontrakt z Bayernem. 10 lutego 2010 Contento, Alba i Ekici usiedli na ławce rezerwowych w spotkaniu Pucharu Niemiec ze SpVgg Greuther Fürth, jednakże tylko ten ostatni wszedł na boisko (w 59. minucie zmienił Anatolija Tymoszczuka). Tydzień później Niemiec zadebiutował w Lidze Mistrzów, w spotkaniu z Fiorentiną (zmienił Daniela Van Buytena). W kolejnym tygodniu Contento zadebiutował także w lidze, w meczu derbowym z 1. FC Nürnberg. Kolejne dwa spotkania, z Hamburgerem SV i 1. FC Köln, Contento rozpoczynał w pierwszym składzie, lecz w tym drugim spotkaniu doznał kontuzji i został zmieniony przez Davida Alabę. 21 kwietnia 2010 roku Niemiec znalazł się w pierwszym składzie Bayernu podczas pierwszego spotkania półfinałowego Ligi Mistrzów z Olympique Lyon.
10 sierpnia 2014 roku podpisał kontrakt z pierwszoligowym Girondins Bordeaux. 22 maja 2018 powrócił na niemieckie boiska by bronić barw beniaminka Fortuna Düsseldorf, gdzie będzie występował z numerem 95.
| Sezon   | Klub               | Kraj    | Rozgrywki  | Mecze | Bramki | Rozgrywki Europy   | Mecze | Bramki |
| ------- | ------------------ | ------- | ---------- | ----- | ------ | ------------------ | ----- | ------ |
| 2009/10 | Bayern Monachium   | Niemcy  | Bundesliga | 9     | 0      | Liga Mistrzów UEFA | 3     | 0      |
| 2010/11 | Bayern Monachium   | Niemcy  | Bundesliga | 14    | 0      | Liga Mistrzów UEFA | 3     | 0      |
| 2011/12 | Bayern Monachium   | Niemcy  | Bundesliga | 11    | 0      | Liga Mistrzów UEFA | 2     | 0      |
| 2012/13 | Bayern Monachium   | Niemcy  | Bundesliga | 5     | 0      | Liga Mistrzów UEFA | 1     | 0      |
| 2013/14 | Bayern Monachium   | Niemcy  | Bundesliga | 10    | 0      | Liga Mistrzów UEFA | 2     | 0      |
| 2014/15 | Girondins Bordeaux | Francja | Ligue 1    | 11    | 0      | –                  | –     | –      |
| 2015/16 | Girondins Bordeaux | Francja | Ligue 1    |       |        |                    |       |        |
| 2016/17 | Girondins Bordeaux | Francja | Ligue 1    |       |        |                    |       |        |
| 2017/18 | Girondins Bordeaux | Francja | Ligue 1    |       |        |                    |       |        |
| 2018/19 | Fortuna Düsseldorf | Niemcy  | Bundesliga |       |        |                    |       |        |

Stan na: 14 grudnia 2014 r.

## Sukcesy

### Klub
- Bayern Monachium
  - Mistrzostwo Niemiec: 2009/10, 2012/2013, 2013/2014
  - Puchar Niemiec: 2009/10, 2012/2013, 2013/2014
  - Liga Mistrzów: 2012/2013
  - Klubowe Mistrzostwa Świata: 2013
  - Superpuchar Europy: 2013
  - Superpuchar Niemiec: 2010/11, 2012/2013